# 耿寿昌
耿寿昌（?—?），字昌，西汉理财家，历算家。
善於计算，宣帝時，任大司農中丞，五凤元年，设置“常平仓”，“令边郡皆筑仓，以穀贱时增其价而籴”，以抑制糧價上漲，平常則可以供军用。赐关内侯。著有《日月帛图》232卷，《月行图》2卷，今皆不存。又曾與張蒼整理《九章算術》。曾制作观察日月运行的浑仪。